# Eduardo Lourenço
Eduardo Lourenço (n. 23 mai 1923, São Pedro de Rio Seco⁠(d), Beiras e Serra da Estrela⁠(d), Portugalia – d. 1 decembrie 2020, Lisabona, Portugalia) a fost un scriitor, filozof, eseist, profesor universitar, critic literar portughez. A primit Premiul Camões în 1996, cel mai important premiu literar pentru limba portugheză.

## Biografie
A urmat studii de istorie și filozofie la Universitatea din Coimbra. A părăsit Portugalia pentru Germania și Brazilia în 1953. A predat la Universitatea din Nisa în perioada 1960-1989, apoi a devenit consilier cultural la Roma. Mare cunoscător al operei lui Fernando Pessoa și magistral explorator al saudade, melancolie în portugheză, eseist de o deplină claritate este, de asemenea, un martor european al deziluziilor portugheze. El a primit Premiul european pentru eseu Charles Veillon în 1988.

## Opera
- Heterodoxia (1949),
- Sentido e Forma da Poesia Neo-Realista (1968)
- Pessoa Revisitado (1973)
- Tempo e Poesia (1974).
- O labirinto da saudade (1978).
- L'Europe introuvable: jalons pour une mythologie européenne (1978)
- Le Miroir imaginaire, Essai sur la peinture (1981)
- Nós e a Europa ou as Duas Razões (1988). Tr. http://books.google.es/Nous et l'Europe ou les Deux Raisons (1988)
- Pessoa, Etranger Absolu (1990)
- Montaigne ou la Vie écrite (1992), con Pierre Botineau y Jean-Luc Chapin
- Fernando, Rei da Nossa Baviera (1986). Tr.: Fernando Pessoa, roi de notre Bavière (1993)
- O canto do Signo. Existência e Literatura (1957-1993) (1994). Tr.: Le chant du Signe: existence et littérature (1994), sobre Literatura portuguesa.
- L'Europe désenchantée: pour une mythologie européenne (1994)
- Camões 1525-1580 (1994), con Vasco Graça Moura
- O esplendor do caos (1998). Tr.: La splendeur du chaos (1998)
- Mythologie de la saudade, Essais sur la mélancolie portugaise (2000)